# Shutter Island
Shutter Island es una novela de Dennis Lehane, publicada el 15 de abril de 2003 por HarperCollins. En febrero del 2010, la novela fue llevada al cine, con el mismo título.
Lehane dijo que pretendía escribir una novela que sirviera de homenaje a lo gótico, las películas de serie B y al género pulp. Describió la novela como un híbrido entre los trabajos de las hermanas Brontë y la película de 1956, Invasion of the Body Snatchers. Su intención fue escribir los personajes principales en una posición en la que careciesen de recursos propios del siglo XX tales como las comunicaciones por radio. El autor estructuró el libro de manera más tensa que su anterior trabajo, Mystic River.